# Omar Sharif
Pour les articles homonymes, voir Sharif.
Ne doit pas être confondu avec le bluesman Omar Shariff
Michel Chalhoub, dit Omar Sharif (arabe : عمر الشريف), également orthographié Omar El-Sharif,, né le 10 avril 1932 à Alexandrie et mort le 10 juillet 2015 au Caire,, est un acteur égyptien.
Après une licence en mathématiques et physique à l'université du Caire, il démarre une carrière d'acteur dans son pays grâce à un second rôle dans le film Le Démon du désert (1954) de Youssef Chahine. C'est sur le plateau de ce film qu'il s'attribue le nom d'« Omar Sharif », qui deviendra son pseudonyme d'acteur. Il commence une collaboration avec son compatriote Chahine qui s'étalera sur pas moins de six films.
Sa carrière grandit à l'étranger grâce à ses rôles dans les drames français La Châtelaine du Liban (1956) et Goha (1959), ce dernier étant primé au festival de Cannes 1958. Il obtient ensuite une reconnaissance mondiale grâce à son second rôle dans la fresque historique britannique Lawrence d'Arabie (1962) aux côtés de Peter O'Toole. Acclamé par la presse, il reçoit le Golden Globe du meilleur acteur dans un second rôle ainsi qu'une nomination à l'Oscar du meilleur acteur dans un second rôle à l'âge de trente ans.
Devenu une vedette internationale, Omar Sharif devient l'un des acteurs étrangers les plus demandés de son époque, devenant la tête d'affiche de superproductions hollywoodiennes à succès comme, entre autres, Le Docteur Jivago (1966) (pour lequel il obtient un second Golden Globe), mais aussi Mayerling (1968) ou encore la comédie musicale Funny Girl (1964) avec Barbra Streisand. En 2004, il est récompensé du César du meilleur acteur pour son rôle dans le film Monsieur Ibrahim et les fleurs du Coran (2003).
Actif des années 1950 aux années 2010 dans des productions cinématographiques américaines, britanniques, françaises, italiennes et de nombreux autres pays, Omar Sharif est aussi renommé pour avoir été un joueur de bridge de classe mondiale, ainsi qu'un passionné de chevaux de course et de courses hippiques.

## Biographie

### Jeunesse et formation
Michel Dimitri Youssef Chalhoub, naît en 1932 à Alexandrie dans une famille d'origine Libanaise chrétienne ,. Élevé dans le rite melkite, il se convertira en 1955 à l'islam afin d'épouser l'actrice musulmane égyptienne Faten Hamama, dont il divorcera plus tard. Il n'a jamais été croyant, se disant agnostique : « Je me donne l'autorisation de douter de tout ».[réf. souhaitée]
Au collège britannique Victoria à Alexandrie (le Victoria College (en)), il étudie les mathématiques, la physique, le français ainsi que cinq autres langues, qu’il parle plus ou moins couramment : l'arabe, l'anglais, le grec, l'italien et l'espagnol.
Après avoir obtenu une licence en mathématiques et physique à l'université du Caire, il travaille pendant cinq ans dans l'entreprise de bois précieux de son père avant d’aller étudier le métier d’acteur à la Royal Academy of Dramatic Art de Londres.

### Vedette égyptienne
En 1954, de retour en Égypte, il est découvert par son compatriote le cinéaste Youssef Chahine, qui le fait débuter dans Le Démon du désert, où il incarne un jeune bédouin répondant au nom d'« Omar El Sharif ». Deux ans plus tard, Youssef Chahine lui donne le rôle vedette, face à la star égyptienne de l’époque Faten Hamama dans Les Eaux noires.
Les films s'enchaînent. Le film est présenté au festival de Cannes, où il obtient ses premières louanges. Il joue pour Atef Salem, Fatin Abdel Wahab, puis Salah Abou Seif. En 1961, il est une des vedettes du film d’Henry Barakat, Fi Baytina Rajul (Un homme chez nous), aux côtés de Zubaida Tharwat. Ce film est consacré à une famille égyptienne qui est conduite à cacher un jeune révolutionnaire accusé de l'assassinat d'un homme politique. Ce thème de la résistance égyptienne contre l'occupation anglaise, avant la révolution du 23 juillet 1952, fait écho à la décolonisation en cours dans le continent africain. Omar El Sharif devient une grande star du cinéma en tenant la vedette de vingt-six films égyptiens.
En 1955, il épouse Faten Hamama avec qui il a un fils en 1957, Tarek Sharif, ce qui augmente sa popularité dans le monde arabe. Ils divorcent en 1974 ; Omar Sharif ne se remariera pas.

### Vedette internationale
En 1956, l'acteur entame une carrière internationale en venant tourner en France La Châtelaine du Liban sous la direction de Richard Pottier, car l'acteur Jean-Claude Pascal l'a vivement recommandé. Le film suivant, Goha, film franco-tunisien réalisé par Jacques Baratier avec une toute jeune Claudia Cardinale, obtient le prix « Un certain regard » au Festival de Cannes.

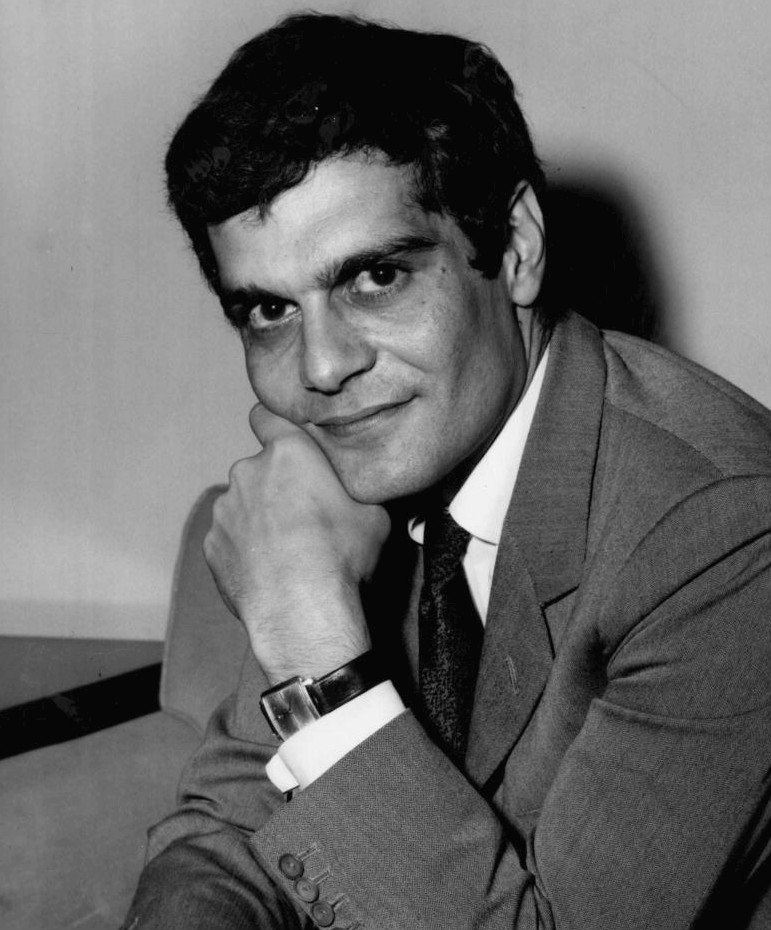
Omar Sharif en 1963.

En 1962, à trente ans, il joue le rôle du prince du désert Ali Ibn Kharish dans sa première superproduction internationale, Lawrence d'Arabie de David Lean, aux côtés de Peter O'Toole. Ce film consacre son nouveau nom « Omar Sharif » dans la partie occidentale du monde, car ce rôle lui vaut une célébrité mondiale immédiate, ainsi qu'un Golden Globe du meilleur acteur dans un second rôle 1963 et une nomination pour l'Oscar du meilleur second rôle en 1963. Ce film marque le début de sa carrière d'acteur international et lui confère une place dans l'histoire du cinéma. Il s'installe alors avec son fils à Hollywood, où il signe un contrat de sept ans avec les studios hollywoodiens Columbia Pictures. C'est à cette époque qu'il se sépare de sa femme, d'un commun accord malgré leurs sentiments, pour « incompatibilité de la vie de couple avec la vie d'acteur international[réf. nécessaire] ».

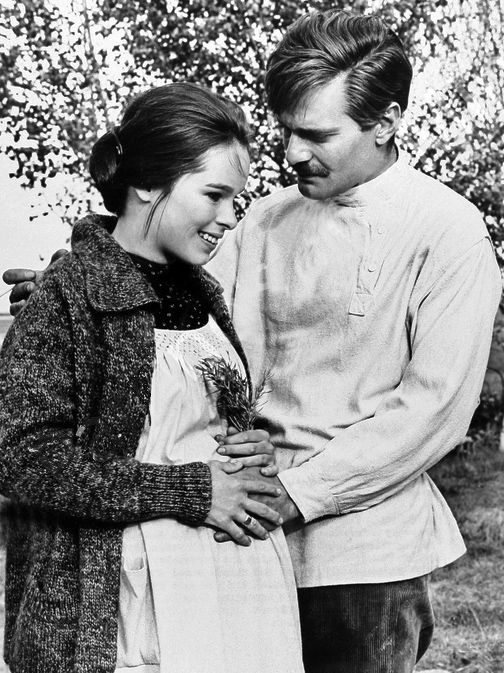
Avec Géraldine Chaplin dans Le Docteur Jivago (1965).

En 1965, il renoue avec un triomphe mondial dans Le Docteur Jivago aux côtés de Julie Christie, une autre réalisation de David Lean, pour lequel il obtient cette fois le Golden Globe Award du Meilleur Acteur en 1965 pour son rôle du poète médecin russe Youri Jivago.
Omar Sharif joue alors dans plus de soixante films américains et européens notamment, jeune premier puis figure paternelle, entre autres avec les cinéastes Anthony Mann, Francesco Rosi, Henri Verneuil, Sidney Lumet, Andrzej Wajda, Alejandro Jodorowsky, Blake Edwards, John McTiernan, David Zucker, Jim Abrahams et Jerry Zucker, Arielle Dombasle et Valeria Bruni Tedeschi, Roland Emmerich, Jim Sheridan, et les acteurs James Coburn et Anita Ekberg, Anthony Quinn, Catherine Deneuve, Jean-Paul Belmondo, Sophia Loren, Michael Caine, Gregory Peck, Julie Andrews, Claudia Cardinale faisant ses premiers pas devant une caméra, Jane Seymour à plusieurs reprises, Lea Massari, Antonio Banderas, Viggo Mortensen, à la télévision Jeanne Moreau et Grace Jones…
Malgré d'indéniables réussites (La Nuit des généraux d'Anatole Litvak ; La Vallée perdue de James Clavell), Omar Sharif s'est toujours montré très critique à l'égard de son propre travail et de sa paresse[réf. nécessaire].
Sa vie privée, réelle ou supposée, a fait le régal des tabloïds. Dès son premier film, il flirte avec Yolanda Gigliotti, future Dalida. Après sa séparation d'avec son épouse, la liste de ses conquêtes comprend Ingrid Bergman, de dix-sept ans son aînée, Annette Stroyberg, ancienne épouse de Roger Vadim, qu'il emmène à Los Angeles, Barbra Streisand dont l'identité juive menace la nationalité égyptienne de Sharif qui attendra presque dix ans pour retourner dans son pays (Streisand lui a d'ailleurs rendu hommage à l'annonce de sa mort), Ava Gardner, Anouk Aimée, Andréa Ferréol avec qui il a vécu ses trente dernières années de 1984 à 2014.
Comme beaucoup de stars, Sharif a interprété un certain nombre de personnages historiques ou mythiques, au cinéma et à la télévision : Genghis Khan, Che Guevara, Nicolas II de Russie, le capitaine Nemo, Saint Pierre en 2005, Jethro dans Les Dix Commandements de Robert Dornhelm en 2006, et dans nombre d'adaptations (de Joseph Kessel, James Hadley Chase, Jean-Paul Sartre, Fedor Dostoïevski, Michael Crichton…), passant de l'Allemagne ou l'Italie à l'Inde, d'un genre à un autre, western, espionnage, comédie musicale ou non…

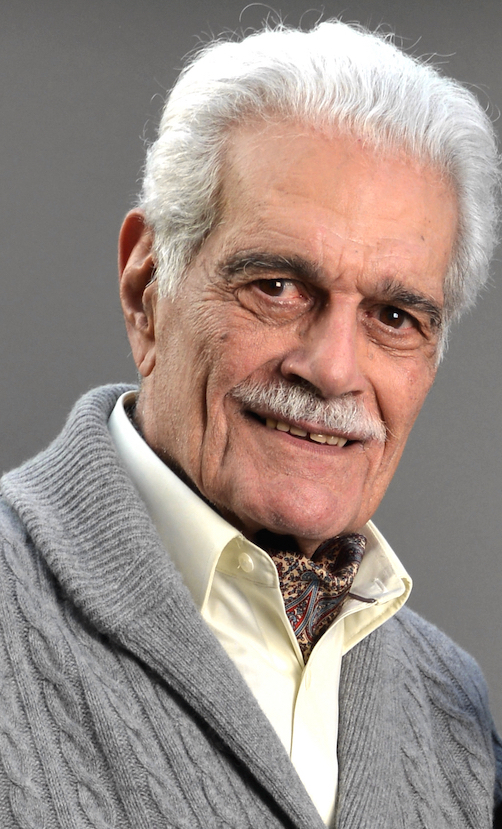
Omar Sharif en avril 2015, trois mois avant son décès.

En 2003, son rôle d'épicier philosophe dans Monsieur Ibrahim et les Fleurs du Coran de François Dupeyron (avec Isabelle Adjani déguisée en Brigitte Bardot), lui permet d'être récompensé par le César du meilleur acteur en 2004. Le film est par ailleurs nommé au Golden Globe Award du meilleur film étranger 2004.
En 2005, il donne sa voix au lion Aslan dans les doublages français et italien du film fantastique Le Monde de Narnia : Le Lion, la Sorcière blanche et l'Armoire magique. En 2006, il prête sa voix, cette fois en anglais et comme narrateur, pour le road movie O Gengis réalisé par Alan Simon.

### Fin de vie
En mai 2015, son fils, Tarek Sharif, annonce dans une interview que Omar Sharif est atteint de la maladie d’Alzheimer. Il meurt le 10 juillet 2015 des suites d'une crise cardiaque. Ses obsèques ont lieu le 12 juillet 2015 dans une mosquée du Caire et il est inhumé au cimetière Sayyeda Nefisa dans le sud de la ville.

## Autres activités

### Passion du jeu

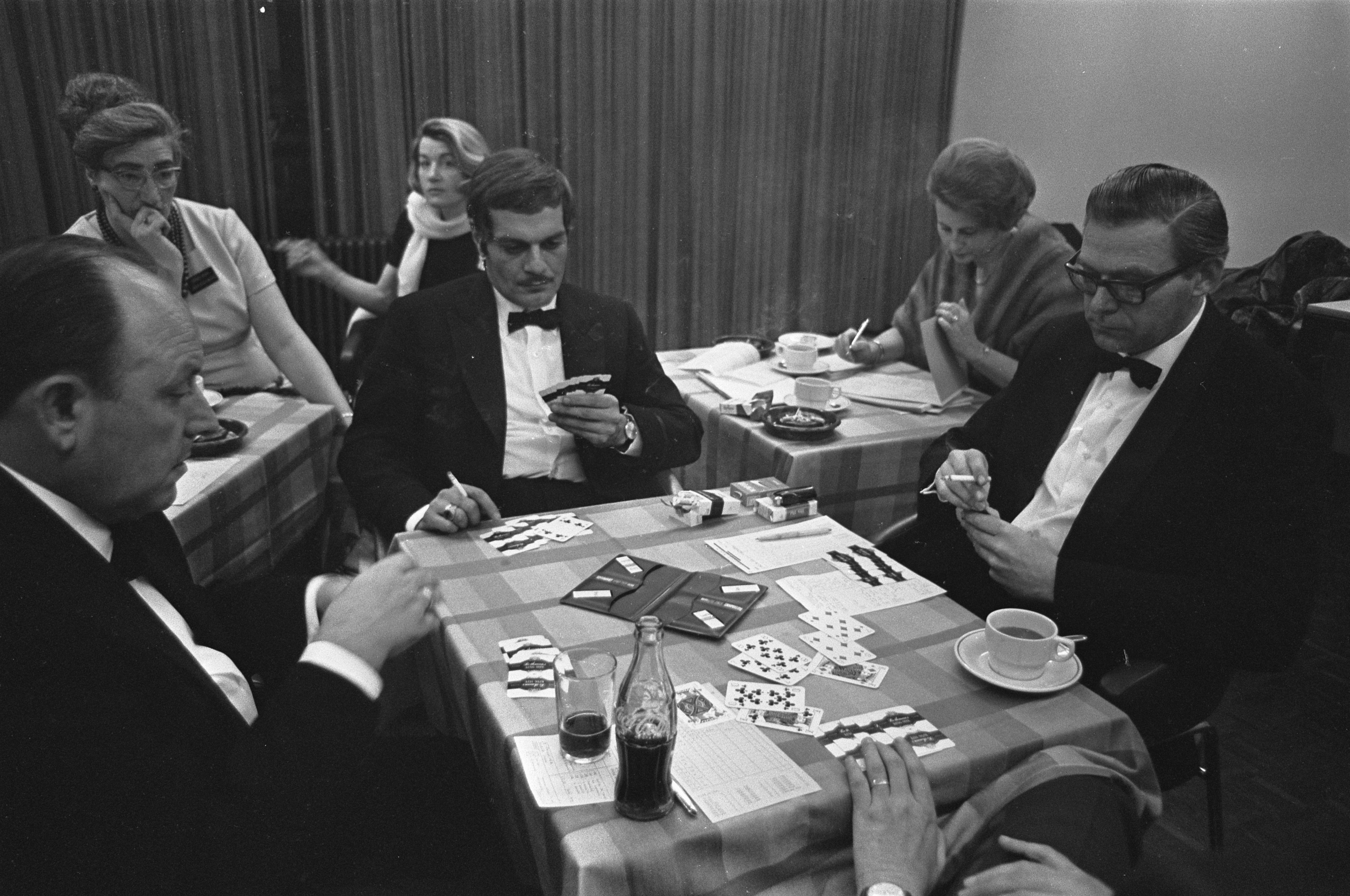
Omar Sharif (au centre) lors d'un tournoi de bridge aux Pays-Bas en 1967.

Omar Sharif est un des joueurs de bridge les plus célèbres du monde. Il a signé un livre de bridge ainsi que des commentaires sur des donnes pour plusieurs journaux, dont Le Figaro en France.
Aux Olympiades de Bridge de Deauville en 1968, il représente l'équipe d'Égypte, opposée à celle du champion du monde italien Giorgio Belladonna. Quelques années plus tard, c'est face à ce même champion mondial qu'Omar Sharif fait une tournée internationale avec la Lancia Team. Dans chaque ville, une voiture est offerte au vainqueur, il en a gagné vingt-quatre.
Il devient vice-champion de France open en 1971, face à Pierre Jaïs associé à Michel Lebel.
Il a été vice-champion d'Europe seniors par équipes en 1999 à Malte avec l'équipe de France (associé entre autres à Paul Chemla et Pierre Chidiac).
Il a aussi donné son nom à plusieurs jeux vidéo, et fréquenté assidûment les casinos français. Il perd 80 millions de francs en une soirée au casino Palm Beach de Cannes en 1978, record de la plus forte perte, et précise qu'il a dû vendre son appartement à Paris pour payer ses dettes de jeu.
Il achète une villa luxueuse aux Canaries, sur l'île de Lanzarote. Il la perd au bridge le soir même. La villa qui a gardé son nom (Casa Omar Sharif) est ouverte à la visite. En 2021, elle est en vente pour la somme de 5M€ et cherche toujours preneur.

### Passion du cheval

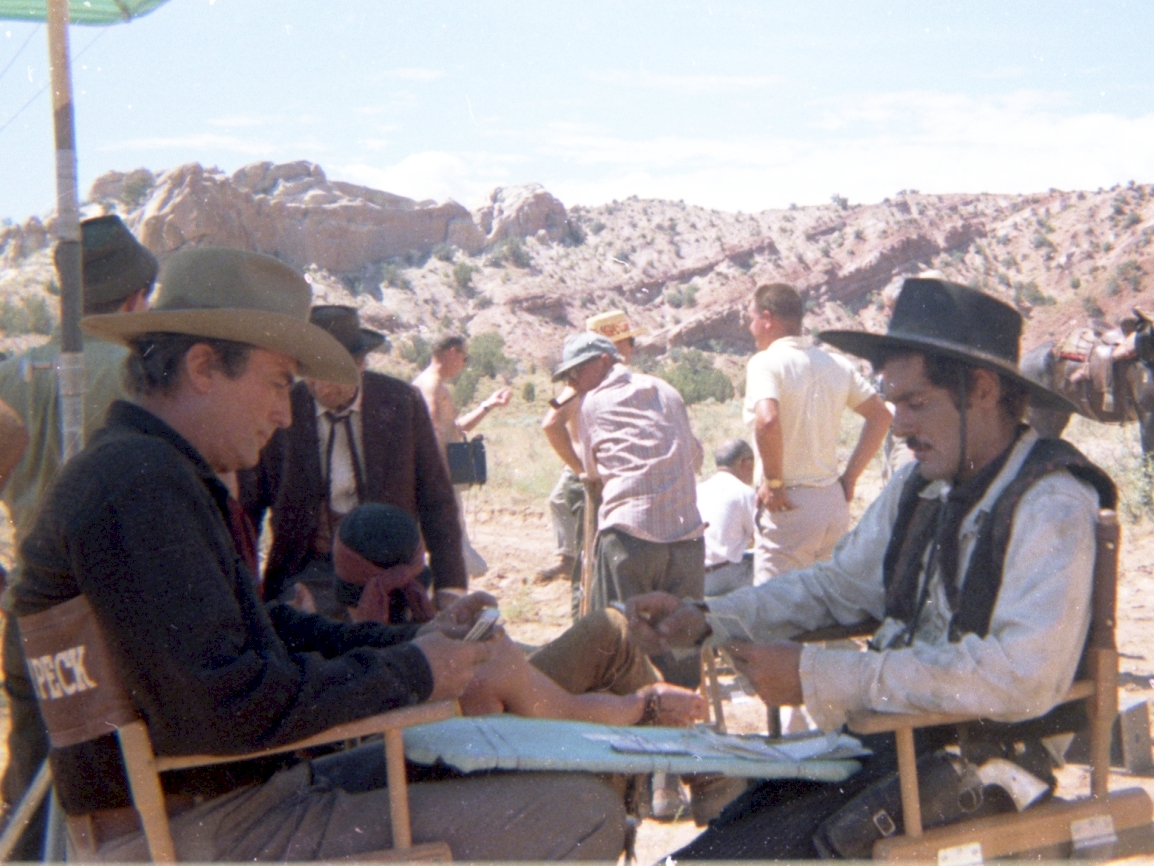
Gregory Peck et Omar Sharif jouant au bridge sur le tournage du film L'Or de MacKenna (1969).

Omar Sharif est attiré très jeune par le monde du cheval. Plus tard, il interprète des rôles de cavaliers, notamment dans Gengis Khan, La Belle et le Cavalier ou Les cavaliers. À partir des années 1980, installé en France, il suit assidument les courses hippiques. Pour cette raison, il est choisi pour faire la publicité de Tiercé magazine pendant plusieurs années en rendant célèbre les slogans « Les courses, vous le savez, c'est ma grande passion ! » et « Le tiercé, c'est mon dada ! ».
Propriétaire émérite, il explique alors que sa passion équestre est l'unique raison qui le pousse à continuer le septième art : « Je trouve le cheval noble. Et beau. C'est un geste magnifique, le geste du cheval. L’encolure d'un cheval [est] d'une beauté extraordinaire. J'ai même une passion pour les peintures et les sculptures de chevaux. Je trouve que les formes des lignes d'un cheval sont les lignes les plus harmonieuses qu'on trouve chez les animaux. Et puis j'aime ce tempérament un peu piaffeur ». « J'ai une douzaine de chevaux. J'en achète tous les ans. La raison pour laquelle je continue de travailler, c'est uniquement pour acheter plus de chevaux et pour pouvoir entretenir les chevaux, qui coûtent assez cher ».
En tant que propriétaire, il remporte des courses de groupe dont le prix Perth ou le prix Guillaume d'Ornano sur l'hippodrome de Deauville qu'il affectionne, avec son cheval Don Bosco.

## Filmographie

### Cinéma

#### Années 1950
- 1954 : Le Démon du désert (شيطان الصحراء, Shaytan al-Sahra) de Youssef Chahine : Essam
- 1954 : Ciel d'enfer (صراع فى الوادى, Sira` fi al-Wadi) de Youssef Chahine : Ahmed
- 1955 : Nos plus beaux jours (ar) (أيامنا الحلوة, Ayamna El-Hlwa) de Hilmi Halim (ar) : Ahmed
- 1956 : Les Eaux noires (صراع فى الميناء, Sira` fi el-Minaa) de Youssef Chahine : Ragab
- 1956 : La Châtelaine du Liban (La castellana del Libano) de Richard Pottier : Mokhrir
- 1957 : Je ne dors point (ar) (لا أنام, La anam) de Salah Abou Seif : Aziz
- 1957 : Terre de paix (ar) (أرض السلام, Ard al-Salam) de Kamal El-Shaikh : Ahmed
- 1958 : Goha de Jacques Baratier : Goha
- 1958 : Le Rivage des secrets d'Atef Salem : Mamdoh Ezzat
- 1958 : La Femme du château (Sayedat el Kasr) de Kamal El-Shaikh : Adel
- 1958 : La Faute de mon bien-aimé (Ghaltet Habibi) d'El Sayed Bedeir : Salah
- 1959 : Rendez-vous avec un inconnu d'Atef Salem : Magdi
- 1959 : Nous, les étudiants (Nahna el talamiza) d'Atef Salem et Ibrahim Hilmi : Adel
- 1959 : Un scandale à Zamalek de Neyazi Mustafa : Ahmed
- 1959 : Seraa fil Nil d'Atef Salem : Muhassab
- 1959 : Pour une femme de Kamal El-Shaikh : Shokri

#### Années 1960
- 1960 : Mort parmi les vivants de Salah Abou Seif :
- 1960 : Le Fleuve de l'amour de Izzuddin Dhulfegar : Khalid
- 1960 : Angoisse d'amour de Salah Abou Seif :
- 1960 : L'Apprenti amoureux (اشاعه حب, Ichaat houbb) de Fatin Abdel Wahab : Hussein
- 1961 : Mon seul amour de Kamal El-Shaikh :
- 1961 : L'Amour des maîtres de Ramses Naguib :
- 1961 : Un homme chez nous (Fi baitina rajul) d’Henry Barakat : Ibrahim
- 1962 : Lawrence d'Arabie (Lawrence of Arabia) de David Lean : Shérif Ali Ibn el Kharish
- 1963 : La Chute de l'Empire romain (The Fall of the Roman Empire) d'Anthony Mann : Sohamus
- 1964 : Et vint le jour de la vengeance (Behold a Pale Horse) de Fred Zinnemann : Francisco
- 1965 : La Rolls-Royce jaune (The Yellow Rolls-Royce) d'Anthony Asquith : Davich
- 1965 : Le Docteur Jivago (Doctor Zhivago) de David Lean : Yuri Jivago
- 1965 : Genghis Khan d'Henry Levin : Temüjin / Genghis Khan
- 1965 : La Fabuleuse Aventure de Marco Polo de Denys de La Patellière et Noël Coward : Emir Alla Hou
- 1965 : Les Mameluks d'Atef Salem :
- 1966 : Opération Opium (The Poppy Is Also a Flower) de Terence Young : Docteur Rad
- 1967 : La Nuit des généraux (The Night of the Generals) d'Anatole Litvak : Major Grau
- 1967 : La Belle et le Cavalier (C'era una volta...) de Francesco Rosi : Prince Rodrigo Fernandez
- 1968 : Mayerling de Terence Young : Rodolphe
- 1968 : Funny Girl de William Wyler : Nick Arnstein
- 1969 : L'Or de MacKenna (Mackenna’s Gold) de J. Lee Thompson : Colorado
- 1969 : Che ! de Richard Fleischer : Che Guevara
- 1969 : Le Rendez-vous (The Appointment) de Sidney Lumet : Federico Fendi
- 1969 : Trois hommes sur un cheval de Marcel Moussy : un turfiste

#### Années 1970
- 1971 : La Vallée perdue (The Last Valley) de James Clavell : Vogel
- 1971 : Les Cavaliers (The Horsemen) de John Frankenheimer : Uraz
- 1971 : Le Casse d'Henri Verneuil : Abel Zacharia
- 1971 : Le Droit d'aimer d'Éric Le Hung : Pierre
- 1974 : Top Secret de Blake Edwards : Feodor Sverdlov
- 1974 : Terreur sur le Britannic (Juggernaut) de Richard Lester : Capitaine Brunel
- 1975 : Funny Lady d'Herbert Ross : Nicky Arnstein
- 1975 : Le Désir et la corruption (Ace up My Sleeve) d'Ivan Passer : Andre Ferren
- 1976 : Quand la Panthère rose s'emmêle (The Pink Panther Strikes Again) de Blake Edwards : l'espion égyptien
- 1979 : Ashanti de Richard Fleischer : Prince Hassam
- 1979 : Liés par le sang (Bloodline) de Terence Young : Ivo Palazzi

#### Années 1980
- 1980 : Oh! Heavenly Dog de Joe Camp : Bart
- 1980 : Revanche à Baltimore (The Baltimore Bullet) de Robert Ellis Miller : le diacre
- 1980 : Pour les yeux de Jessica B (S*H*E) de Robert Michael Lewis : Baron Cesare Magnasco
- 1981 : Inchon de Terence Young : le brigadier indien
- 1981 : Opération Green Ice (Green Ice) d'Ernest Day : Meno Argenti
- 1983 : Ayoub de Hany Lasheen : Abdulhamed Alsukari
- 1984 : Top secret ! de David Zucker, Jim Abrahams et Jerry Zucker : Agent Cedric
- 1988 : Les Pyramides bleues d'Arielle Dombasle : Alex
- 1988 : Les Possédés d'Andrzej Wajda : professeur Stepan Verkhovenski
- 1988 : Clés pour la liberté (Keys to Freedom) de Steve Feke : Jonathan
- 1989 : Le Marionnettiste (Al-aragoz) de Hany Lasheen : Mohamed Gad El Kareem

#### Années 1990
- 1990 : Aux sources du Nil (Mountains of the moon) de Bob Rafelson : le chef arabe au Caire
- 1990 : The Opium Connection de Terence Young
- 1990 : Le Voleur d'arc-en-ciel d'Alejandro Jodorowsky : Dima
- 1990 : Viaggio d'amore d'Ottavio Fabbri : Diego
- 1991 : Le Citoyen Masri (Al-moaten Masry) de Salah Abou Seif :
- 1991 : Mayrig d'Henri Verneuil : Hagop Zakarian
- 1991 : La Loi du désert (Beyond Justice) de Duccio Tessari : Emir Beni-Zair
- 1992 : 588, rue Paradis d'Henri Verneuil : Hagop
- 1992 : Tengoku no Taizai de Toshio Masuda : Tsai Mang Hua
- 1996 : ça va ? (court métrage) d'Aro Korol :
- 1997 : Heaven Before I Die d'Izidore K. Musallam : Khalil Gibran
- 1998 : Les Mystères d'Égypte (court métrage documentaire) de Bruce Neibaur : le grand-père
- 1999 : Le 13e Guerrier (The 13th Warrior) de John McTiernan : Melchisidek

#### Années 2000
- 2000 : Going Public d'Harald Holzenleiter
- 2001 : Censor de Dev Anand
- 2001 : Mr Garden (The Parole Officer) de John Duigan : Victor
- 2003 : Monsieur Ibrahim et les Fleurs du Coran de François Dupeyron : Monsieur Ibrahim
- 2004 : Hidalgo de Joe Johnston : le cheikh Riyadh
- 2005 : Le Monde de Narnia : Le Lion, la Sorcière blanche et l'Armoire magique (The Chronicles of Narnia: The Lion, the Witch and the Wardrobe) d'Andrew Adamson : voix française et italienne du lion Aslan
- 2005 : O Gengis d'Alan Simon : narrateur
- 2005 : Fuoco su di me de Lamberto Lambertini : Prince Nicola
- 2006 : Esther, reine de Perse (One Night with the King) de Michael O. Sajbel : Prince Memucan
- 2008 : Hassan et Morkos de Rami Imam : Hassan / Morcus
- 2008 : 10 000 (10,000 BC) de Roland Emmerich : narrateur
- 2009 : The Traveller (Al Mosafer) d'Ahmed Maher : Hassan
- 2009 : J'ai oublié de te dire... de Laurent Vinas-Raymond : Jaume
- 2009 : La Traversée du désir (documentaire) d'Arielle Dombasle : lui-même

#### Années 2010
- 2013 : Rock the Casbah de Laïla Marrakchi : Moulay Hassan
- 2013 : Un château en Italie de Valeria Bruni-Tedeschi : lui-même
- 2015 : 1001 inventions and the World of Ibn Al-Haytham (court métrage) d'Ahmed Salim : le grand-père

### Télévision
- 1973 : L'Île mystérieuse (La Isla misteriosa) (feuilleton télévisé) de Juan Antonio Bardem : Capitaine Némo
- 1980 : Pleasure Palace (téléfilm) de Walter Grauman : Louie Lefevre
- 1983 : La Martingale d'Alain Bloch : Alex Joski
- 1984 : Pavillons lointains (The Far Pavilions) (mini-série) de Peter Duffell : Koda Dad
- 1985 : Vicious Circle (téléfilm) de Kenneth Ives : Garcin
- 1985 : Edge of the Wind (téléfilm) de Kenneth Ives : McCorquodale
- 1986 : Pierre le Grand (Peter the Great) (mini-série) de Marvin J. Chomsky et Lawrence Schiller : Prince Feodor Romodanovsky
- 1986 : Harem (téléfilm) de William Hale : Sultan Hassan
- 1986 : Anastasia (Anastasia : The Mystery of Anna) (mini-série) de Marvin J. Chomsky : Nicolas II
- 1987 : Grand Larceny (téléfilm) de Jeannot Szwarc : Rashid Saud
- 1990 : Le Roi de Patagonie de Stéphane Kurc et Georges Campana : le consul d'Aninot
- 1991 : Mémoire de minuit (Memories of Midnight) de Gary Nelson : Constantin Demiris
- 1992 : Tous les rêves sont permis (téléfilm) d'Anthony Pullen Shaw : le marquis Hippolyte
- 1993 : Rires, Jeux, Sérieux et Amour de Tarek el-Telmissany
- 1994 : L'Aigle rouge (Lie Down with Lions) (téléfilm) de Jim Goddard : Safar Khan
- 1996 : Catherine the Great (téléfilm) de Marvin J. Chomsky et John Goldsmith : Alexis Razoumovski
- 1996 : Les Voyages de Gulliver (Gulliver's Travels) (mini-série) de Charles Sturridge : le sorcier
- 2001 : Shaka Zulu ; The Citadel (téléfilm) de Joshua Sinclair : le sultan
- 2003-2004 : Les Mythes urbains (série télévisée) de Dominic Bachy : le chauffeur de taxi
- 2005 : San Pietro (téléfilm) de Giulio Base : Saint Pierre
- 2006 : Les Dix Commandements (mini-série) de Robert Dornhelm : Jethro
- 2006 : Prince Rodolphe : l'héritier de Sissi (Kronprinz Rudolf) (téléfilm) de Robert Dornhelm : Hans Canon
- 2007 : Hanan Wa Haneen (mini-série) de Magdy Abu Emeira : Raouf
- 2009 : Le Dernier Templier (The Last Templar) (mini-série) de Paolo Barzman : Konstantin

## Distinctions

### Récompenses
- Golden Globes 1963 :

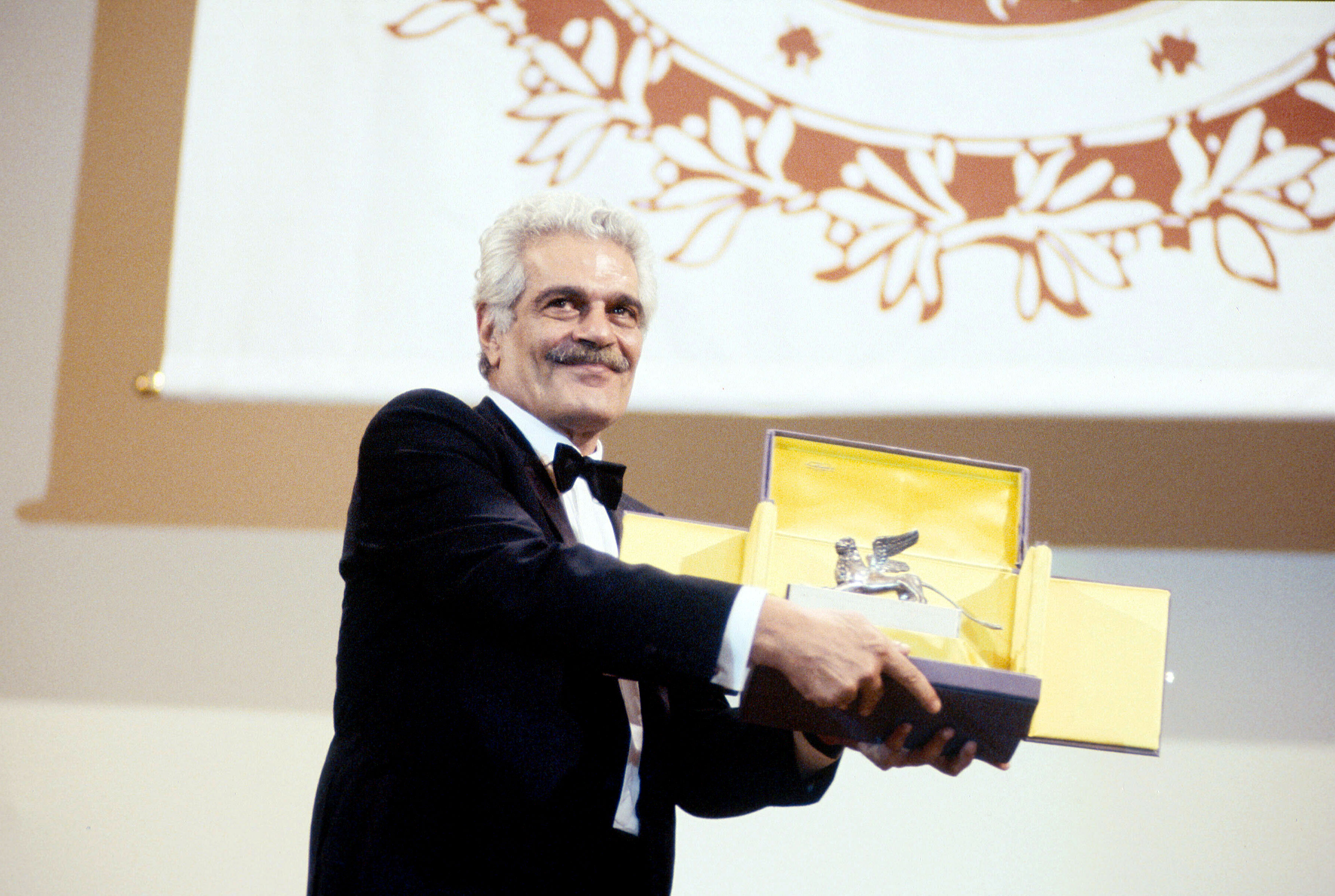
Omar Sharif recevant le Lion d'or pour l'ensemble de sa carrière lors la Mostra de Venise 2003.

  - Golden Globe de la révélation masculine de l'année ;
  - Golden Globe du meilleur acteur dans un second rôle pour Lawrence d'Arabie
- Golden Globes 1966 : Golden Globe du meilleur acteur dans un drame pour Le Docteur Jivago
- Bambi Awards 1969 : prix du meilleur acteur international pour La Belle et le Cavalier
- Art Film Festival (en) (Trenčianske Teplice) 2003 : Actor's Mission Award
- Festival international du film de Dubaï 2003 : prix pour l'ensemble de sa carrière
- Mostra de Venise 2003 : Lion d'or pour la carrière
- César 2004 : César du meilleur acteur pour Monsieur Ibrahim et les fleurs du Coran
- Capri 2008 : trophée Capri Legend
- Prix Henri-Langlois de Vincennes 2013

### Nominations
- Laurel Awards 1963 : nomination au prix de la nouvelle personnalité masculine
- Oscars 1963 : nomination à l'Oscar du meilleur acteur dans un second rôle pour Lawrence d'Arabie
- Laurel Awards 1963 : nomination au prix du meilleur acteur dans un second rôle pour Lawrence d'Arabie
- Laurel Awards 1966 : nomination au prix du meilleur acteur pour Le Docteur Jivago
- Satellite Awards 2004 : nomination au prix du meilleur acteur pour Monsieur Ibrahim et les Fleurs du Coran

### Décorations
- Grand-croix de l'ordre du Mérite civil (Égypte)
- Chevalier de la Légion d'honneur (France)
- Commandeur de l'ordre du Ouissam alaouite (Maroc)

## Voix francophones
Parlant couramment français, Omar Sharif s'est post-synchronisé en français dans certains des films qu'il a tournés en langue anglaise, comme Lawrence d'Arabie, Les Cavaliers ou encore Aux sources du Nil. Du fait de son accent, il a été doublé par différents comédiens lorsqu'il jouait des personnages non orientaux (anglophones ou européens), comme notamment Jacques Thébault à cinq reprises.